# Lúa

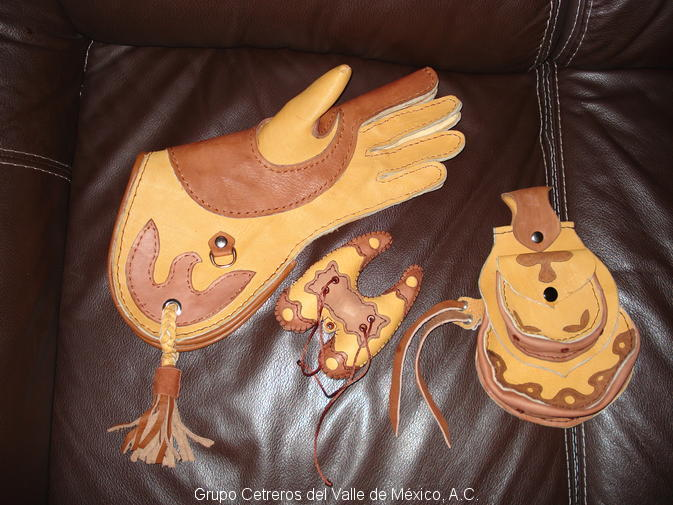
Equipo de cetrería: la lúa es el guante visible arriba a la izquierda

La lúa es el guante que utilizan los cetreros para protegerse de las garras de las rapaces que utilizan en sus cacerías.